# Cyrtarachne yunoharuensis
Cyrtarachne yunoharuensis is een spinnensoort in de taxonomische indeling van de wielwebspinnen (Araneidae).
Het dier behoort tot het geslacht Cyrtarachne. De wetenschappelijke naam van de soort werd voor het eerst geldig gepubliceerd in 1918 door Embrik Strand.